# Bâtiment situé 8 rue ''Svetozara Markovića'' à Jagodina
Le bâtiment situé 8 rue Svetozara Markovića à Jagodina (en serbe cyrillique : Зграда у Ул. Светозара Марковића 8 у Јагодини ; en serbe latin : Zgrada u Ul. Svetozara Markovića 8 u Jagodini) se trouve à Jagodina, dans le district de Pomoravlje, en Serbie. Il est inscrit sur la liste des monuments culturels protégés de la république de Serbie (identifiant no SK 277).

## Présentation
À l'angle des rues Svetozara Markovića et Jevrema Markovića se trouvait la maison familiale de ces deux personnalités. En 1923, le dernier représentant de la famille Marković a vendu la maison à Marko Đorđević, un banquier de Jagodina.
Le bâtiment doit son importance historique au fait que Svetozar Marković y a pour un temps vécu quand il a séjourné à Jagodina. Il a été détruit en 2005.